# Bezsiodełkowce
Bezsiodełkowce (Aclitellata) – pierścienice charakteryzujące się brakiem siodełka (clitellum) u osobników dojrzałych płciowo oraz przechodzeniem przeobrażenia, najczęściej z występowaniem larwy typu trochofory. Grupa ta była wyróżniana w randze podtypu w niektórych systemach klasyfikacji jako grupa przeciwstawiana siodełkowcom (również stawianym w randze podtypu). W zależności od stanu wiedzy w danym okresie zaliczano do niej wieloszczety (Polychaeta) i szczetnice (Echiura) lub wieloszczety i Aphanoneura – problematyczny takson obejmujący rodziny Aeolosomatidae i Potamodrilidae. Większość autorów zrezygnowała ze stosowania podziału pierścienic na siodełkowce i bezsiodełkowce, ponieważ pozycja taksonomiczna bezsiodełkowców pozostaje niejasna. Badania genetyczne wskazują wprawdzie na monofiletyzm Aeolosomatidae i Potamodrilidae, ale raczej w obrębie siodełkowców.